# Tage Bilde
Nils Tage Ragnvald Bilde, född 26 juli 1886 i Södra Vrams församling, Malmöhus län, död 17 december 1972, i Johannes församling, Stockholm var en svensk tekniker och musikfrämjare.
Bilde, som var son till övermaskinist N.P. Bilde och Elise Lundvall, utexaminerades från Chalmers tekniska läroanstalt 1909. Han var kontrollant vid Sannegårdshamnens nybyggnad i Göteborg 1909–1910, biträdande distriktssingenjör hos Stockholms hamnstyrelse 1910–1913, överingenjörsassistent vid Göta kanalväsende 1913–1918, överingenjör 1918, verkställande direktör vid Göteborgs Handelstidning AB 1918–1922, bedrev egen ingenjörs- och affärsverksamhet 1922–1924, blev teknisk chef för Göteborgs-Posten 1924, direktör för Svenska cementföreningen i Stockholm från 1926, blev konsulterande ingenjör 1947, verkställande direktör för betongmaskinföretaget Tremix Inc AB 1950 och bedrev konsulterande verksamhet från 1953. 
Bilde utgav tidskriften Cement och Betong 1926–1952. Han var länsstyrelsens ombud i Fredsbergs taxeringsnämnd 1915–1918 samt ordförande i Fredsbergs livsmedelsnämnd och Töreboda elverk 1916–1918. Han var vice ordförande i Chalmersska Ingenjörsföreningen 1918–1923, styrelseledamot i Svenska Tidningsutgivareföreningens arbetsgivaresektion 1918–1922, i Stockholms trafikklubb från 1930–1948 (sekreterare 1935–1940), i Svenska Teknologföreningen (väg- och vatten) 1940–1944, sakkunnig hos 1937 års granitutredning, ledamot av bestyrelsen för utställningen Cement och betong 1941 samt ordförande i Sveriges betongvaruförbund 1944–1951. 
Bilde var ordförande i IS Lyckans Soldater i Göteborg 1918–1924. Han var initiativtagare och dirigent för Göteborgs sångargille 1920–1922, hedersdirigent 1922, dirigent för Göta Par Bricoles sångkör 1920–1925, förste förbundsdirigent i Västergötlands sångarförbund 1920–1927, hedersledamot 1935, och ledare av sångarfärder till Danmark och Tyskland. musikkritiker i Göteborgs-Tidningen 1921–1922, i Göteborgs Aftonblad 1923–1924, intendent för utställning av svensk konst i Göteborg 1923, dirigent för Dansk Forenings orkester 1932–1935, för Svenska Teknologföreningens orkester 1939–1945. Utöver nedanstående skrifter författade han artiklar i betongtekniska och trafiktekniska ämnen. Han komponerade Festuvertyr för stor orkester och Skåningar, för solo och manskör.